# Nuntiaturstreit
Der Nuntiaturstreit (von lateinisch nuntius ‚Bote‘) war im 18. Jahrhundert im Heiligen Römischen Reich eine Streitigkeit zwischen dem Papst, dem Kaiser und den Bischöfen über die zunehmende Macht der „Apostolischen Nuntien“. Den Höhepunkt dieser Auseinandersetzung bildete die Errichtung der Nuntiatur in München, die schließlich zur Emser Punktation führte.

## Geschichte
Bis zur Säkularisation im Jahre 1803 waren die Bischöfe im Heiligen Römischen Reich gleichzeitig weltliche Fürsten, sie nahmen besondere kirchliche Rechte, zu denen die Ernennungen, die Dispens und die Visitation gehörten, wahr und vertraten in besonderer Weise den Episkopalismus.
Seinen Anfang nahm die Auseinandersetzung zwischen dem Heiligen Stuhl und dem Episkopat mit den Beschlüssen des Basler Konzils (1431–1449), bereits hier hatte der römisch-deutsche König Albrecht II. mit der Mainzer Akzeptation von 1439, dem die Pragmatische Sanktion von Bourges (1438) als Vorbild galt, gegen die Konzilsbeschlüsse Stellung bezogen. Die Mainzer Erklärung wurde jedoch nicht in das Reichsgesetz aufgenommen und verwirkte somit als Druckmittel gegenüber dem Papst ihre Kraft. Mit dem Wiener Konkordat (1448) ebbten die Machtkämpfe zwischen Kirche und Reich ab. Die Gegenreformation veränderte auch die innerkirchlichen Strukturen. Zur Durchsetzung der Trienter Beschlüsse hatte Papst Sixtus V. (1585–1590) die Kurie mit mehr Macht ausgestattet. Durch die Gründung neuer ständiger Nuntiaturen und der Kardinalskongregation begann Rom mit schärferen Kontrollen und drang in die inneren Belange der Diözesen ein, in Frankreich und im Heiligen Römischen Reich entstanden Gegenströmungen, die 1769 zu einer schweren Krise zwischen Rom und dem Reich führen sollte.
In diesem Jahr hatten die Erzbischöfe und Kurfürsten von Kurköln, Kurmainz und Kurtrier mit den Koblenzer Gravamina Beschlüsse der Konzile von Konstanz und Basel beanstandet. Mit ihren Beschwerden (Gravamina) forderten sie frühere bischöfliche Rechte zurück, sie verweigerten den Nuntien die kirchliche Gerichtsbarkeit und traten für eine größere Unabhängigkeit gegenüber den päpstlichen Behörden ein. Die Bischöfe verboten in ihren Bistümern den eigenständigen Kontakt mit den Nuntiaturen. Mit ihren Gesamtforderungen stießen sie jedoch auf die Gegenwehr Kaiser Joseph II. und sahen sich von einigen Bischöfen in ihren Forderungen allein gelassen.
Der bayrische Kurfürst Karl Theodor unterhielt zu Papst Pius VI. (1775–1799) gute Beziehungen und unterstützte die Errichtung der päpstlichen Nuntiatur am 7. Juni 1784 in München. Bayern versprach sich mit dieser „Hofnuntiatur“ sowohl finanzielle als auch kirchenpolitische Vorteile, der erste Nuntius wurde Giulio Cesare Zoglio. Der Papst hatte ihm die Rechte der kirchlichen Gerichtsbarkeit erteilt und wollte ihn zum „Erzbischof in Bayern“ ernennen. Diese Maßnahme führte zu heftigen Gegenargumenten der Bischöfe von Freising und Speyer. Der Kaiser, der Reichstag und die Reichskirche verweigerten die Anerkennung der Münchner Nuntiatur und es kam auf dem Emser Kongress von 1786 zur Emser Punktation. Infolge der unter den Erzbischöfen und Bischöfen vorhandenen Uneinigkeit wurde das Ziel nicht erlangt.